# 金沢種次郎
金沢 種次郎（金澤、かなざわ たねじろう、1866年4月16日（慶応2年3月2日）- 1925年（大正14年）10月18日）は、明治から大正期の実業家・政治家。衆議院議員。旧姓・伊沢。

## 経歴
阿波国板野郡中喜来浦（徳島県板野郡松茂村字中喜来を経て現松茂町中喜来）で、伊沢壮太郎の三男として生まれる。小学校卒業後、徳島中学校（現徳島県立城南高等学校）に進んだ。私塾で漢学も修めた。1886年（明治19年）大阪に出て先代・金沢仁兵衛と出会い、その勧めで同家の肥料商に従事。1887年（明治20年）徴兵され衛生部員として広島衛戍病院、野砲兵第5連隊（広島）で勤務し、1889年（明治22年）帰休兵となり除隊した。その後上京して、1892年（明治25年）7月、東京専門学校（現早稲田大学）で英法及経済財政学を修めて卒業し、さらに同年8月、明治法律学校（現明治大学）の三カ年全課程試験に合格し仏蘭西派法律及政治科を卒業した。
1893年（明治26年）大阪露油合資会社に入社し、長崎支店支配人に就任。1894年（明治27年）7月、先代・金沢仁兵衛の養子となり、同家の家業に従事し1900年（明治33年）9月に分家した。大阪共立銀行取締役、北浜銀行取締役、平野紡績取締役、大阪生命保険取締役、日本冷蔵取締役、日清生命保険取締役、日本火災保険監査役、大阪セメント監査役などを務めた。
政界では、大阪市会議員を務めた。1915年（大正4年）3月、第12回衆議院議員総選挙に大阪府大阪市から無所属で出馬して当選し、その後公友倶楽部、公正会に所属し衆議院議員に1期在任した。この間、衆議院懲罰委員などを務めた。その後、1920年（大正9年）5月、第14回総選挙に大阪府第2区から無所属で立候補したが次点で落選した。

## 親族
- 妻 金沢くに（養父・先代金沢仁兵衛の娘）[1]
- 養弟 金沢仁兵衛（実業家、養父・先代金沢仁兵衛長男、妻くに弟）[9]